# Acácio Rodrigues Alves
Dom Acácio Rodrigues Alves (Garanhuns, 9 de abril de 1925 – Recife, 24 de agosto de 2010) foi um bispo católico, primeiro bispo de Palmares.

## Estudos
Realizou seus estudos fundamental e médio no Grupo Escolar João Pessoa, em Garanhuns (1932-1936) e no Colégio Diocesano de Garanhuns (1937-1942). Estudou Filosofia no Seminário de Olinda (1943-1946). Fez seus estudos teológicos na Pontifícia Universidade Gregoriana, em Roma (1946-1949). Fez estudos de pós-graduação em Direito Canônico pela Pontifícia Universidade Gregoriana, Roma / Itália (1949-1951).
Acácio Rodrigues ordenou-se padre no dia 12 de março de 1949 em Roma.
No dia 14 de julho de 1962, o Papa Paulo VI o nomeou Bispo de Palmares. Recebeu a ordenação episcopal no dia 16 de setembro de 1962, em Garanhuns, das mãos de Dom José Adelino Dantas, Dom João José da Mota e Albuquerque e Dom Serafim Fernandes de Araújo.

## Atividades antes do episcopado
- Professor no Colégio Diocesano de Garanhuns
- Reitor do Seminário de Garanhuns (1952-1957)
- Pároco de Santa Terezinha, em Garanhuns (1957-1959)
- Pároco de Belém de Maria (1959-1960)
- Diretor Espiritual do Seminário de Garanhuns (1960-1962)
- Capelão do Convento do Bom Pastor
- Capelão do Ginásio do Arraial
- Capelão do Colégio Santa Sofia, em Garanhuns

## Atividades durante o episcopado
- Presidente da Comissão de Desenvolvimento da Mata Sul de Pernambuco (CODEMAS)
- Responsável pela Pastoral Familiar - CNBB-Regional Nordeste II (1992-1994)
- Responsável pelo Tribunal Eclesiástico - CNBB-Regional Nordeste II (1987-1994)
- Responsável pelo Ecumenismo no Regional Nordeste II desde 1997
- Bispo de Palmares (1962-2000)

Lema: Unum in Christo (Um em Cristo).
Renunciou ao múnus pastoral no dia 14 de julho de 2000.

## Sucessão
Dom Acácio Rodrigues Alves foi o 1º bispo de Palmares, foi sucedido por Dom Genival Saraiva de França.

## Ordenações episcopais
Dom Acácio presidiu a ordenação episcopal de:
- Dom Reinaldo Ernst Heribert Pünder
- Dom Edgar Carício de Gouvêa
- Dom Bernardino Marchió

Dom Acácio foi concelebrante da ordenação episcopal de:
- Dom Jaime Mota de Farias
- Dom José Doth de Oliveira
- Dom João Cardeal Braz de Aviz
- Dom Francisco José Zugliani
- Dom Genival Saraiva de França